# EMule
eMule（イーミュール）とは、Microsoft Windows上で動作するオープンソースのP2Pファイル共有アプリケーションである。
eDonkey2000の後続として開発され、eDonkeyネットワークおよびKadネットワークに接続することができる。数々の派生プロジェクトがありLinuxへ移植されたlMule(開発停止済)、その後継ソフトであるxMule(開発停止済)、更に派生したaMule(Linux向け)、Shareaza(開発停止済)がある。
長年開発が停滞していたが、github上でCommunityEditionとして開発を再開している。